# L'abitudine
L'abitudine è un singolo del cantautore italiano Francesco Gabbani, pubblicato il 7 aprile 2023.

## Descrizione
Il brano fa da colonna sonora al programma televisivo Ci vuole un fiore condotto dallo stesso Gabbani. Il cantante ha raccontato il significato del brano in un'intervista a Soundblog:

Il cantante ha inoltre raccontato la nascita del brano affrontando il tema della sensazione di sentirsi comparse galleggianti dove non si è padroni di se stessi:

## Video musicale
Il video, diretto da Fabio Capalbo, è stato reso disponibile in concomitanza con l'uscita del singolo attraverso il canale YouTube del cantante.
Il 25 maggio 2023 il video ha ricevuto uno "Special award" nella XX Edizione del Premio Roma Videoclip - Il cinema incontra la musica.

## Tracce
Testi di Fabio Ilacqua, musiche di Francesco Gabbani e Fabio Ilacqua.
1. L'abitudine – 3:24